# Gustavo Petro

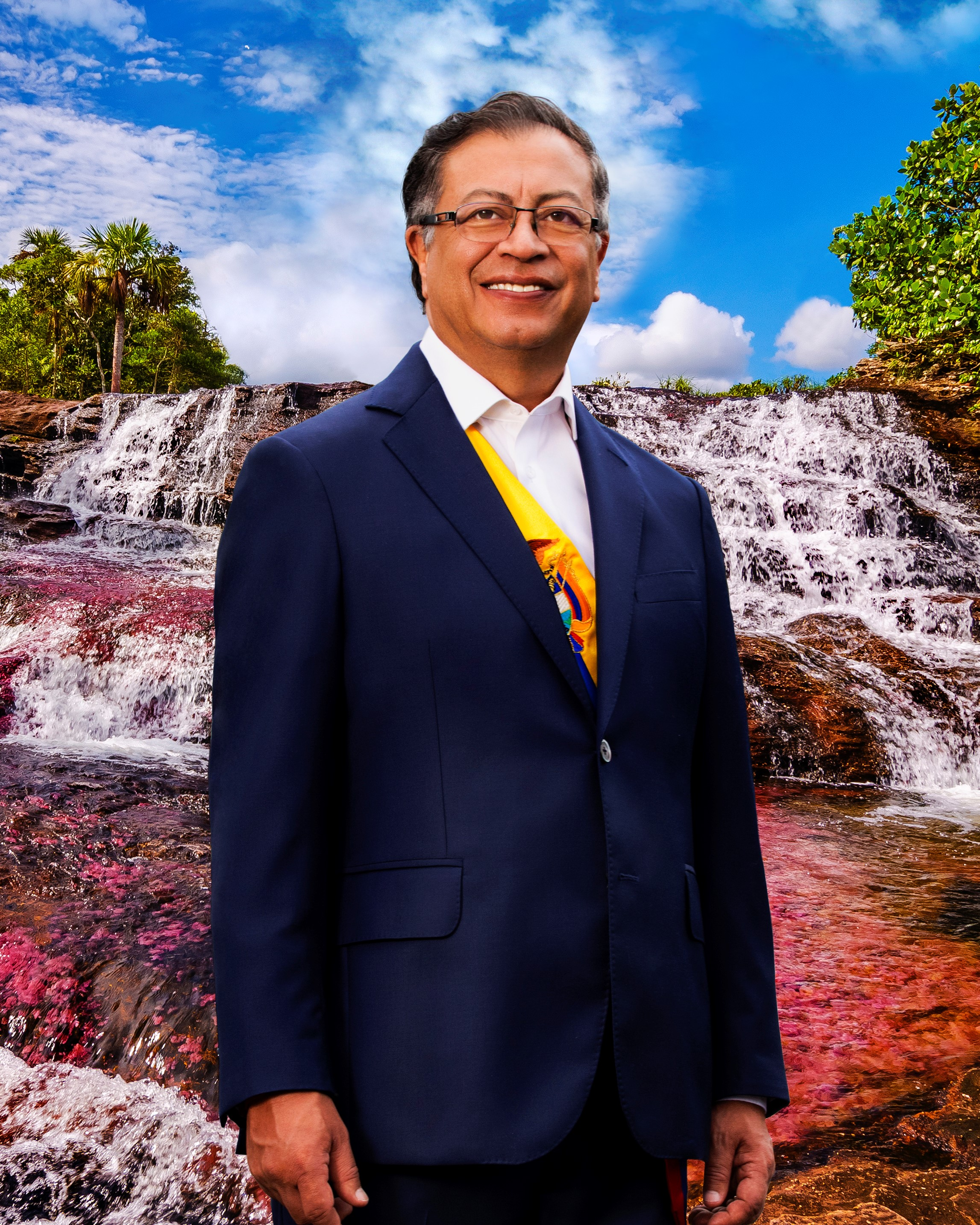
Gustavo Petro, offizielles Porträt des Präsidenten der Republik Kolumbien 2022

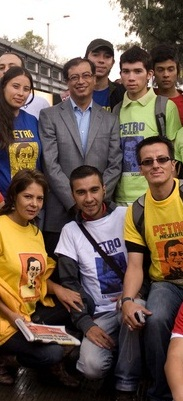
Petro während des Wahlkampfes 2010

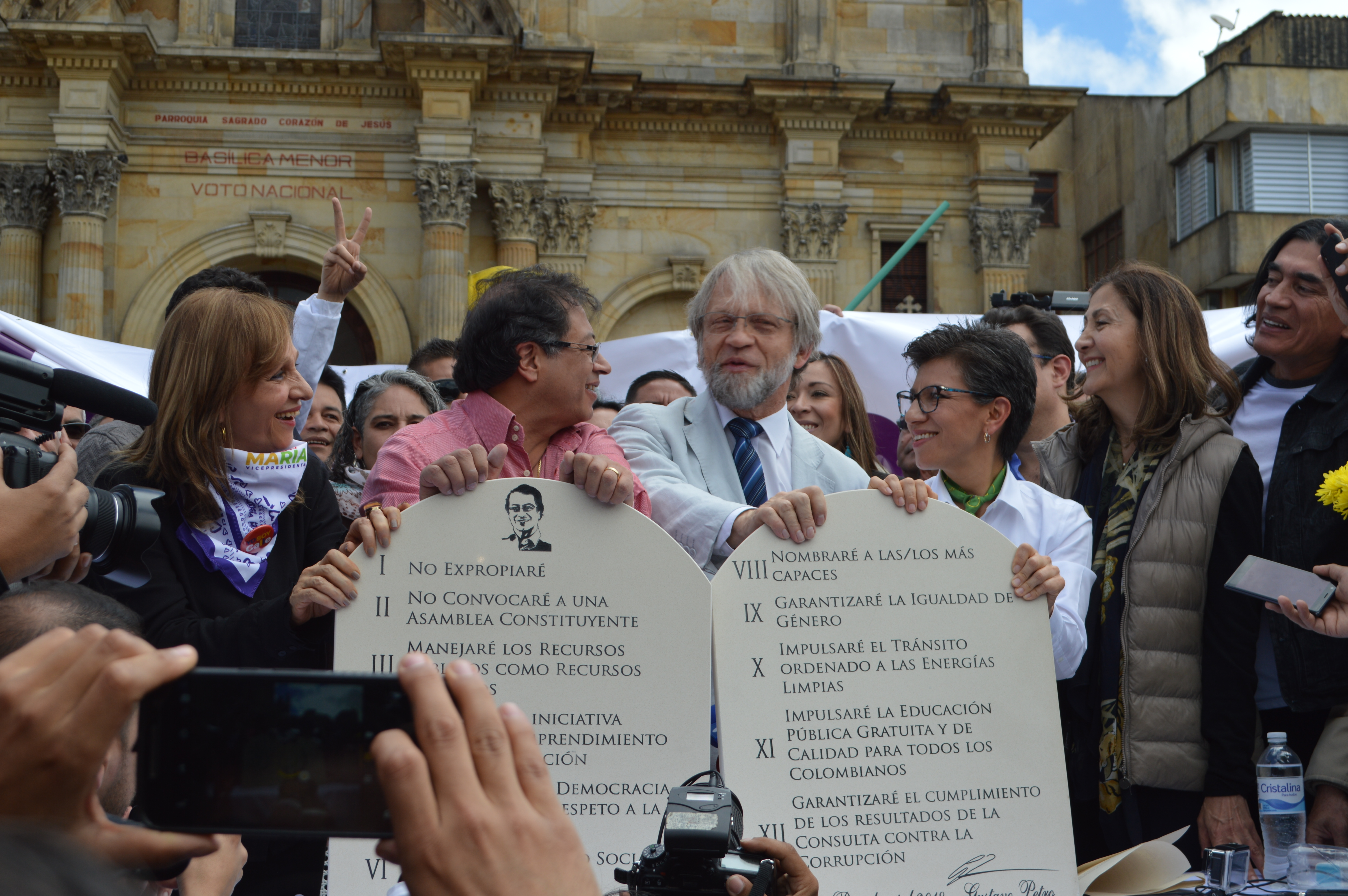
Antanas Mockus und Claudia López kündigen ihre Unterstützung an für Petro bei der Präsidentschaftswahl 2018

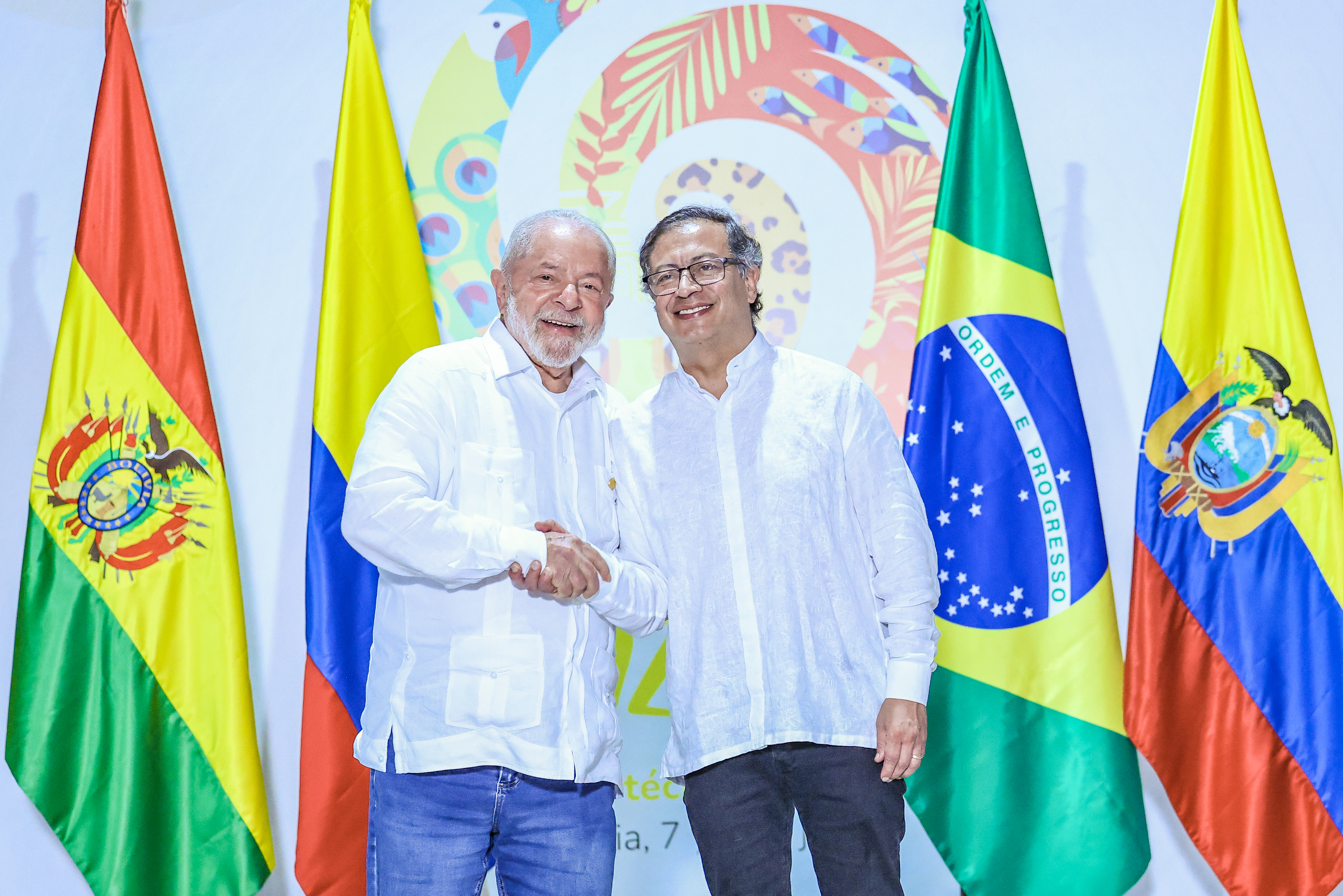
Petro und der Präsident Brasiliens Luiz Inácio Lula da Silva bei dem Amazonas-Gipfel im Juli 2023

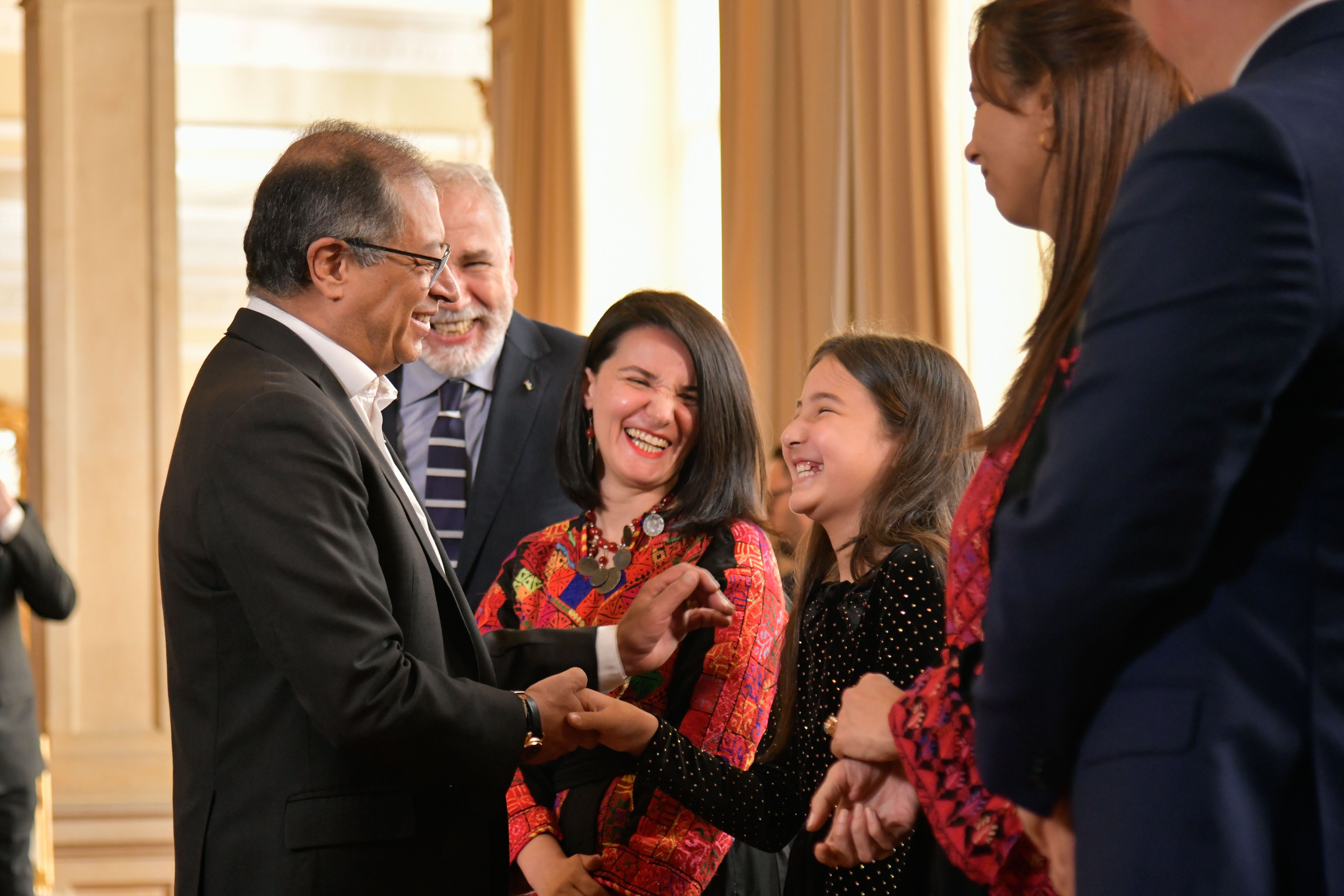
Während der Zeremonie in der Casa de Nariño zur Verleihung des höchsten Verdienstordens des Staates Palästina, der „Großen Collane des Staates Palästina“, an Kolumbiens Präsidenten Gustavo Petro, Casa de Nariño am 3. Juni 2024

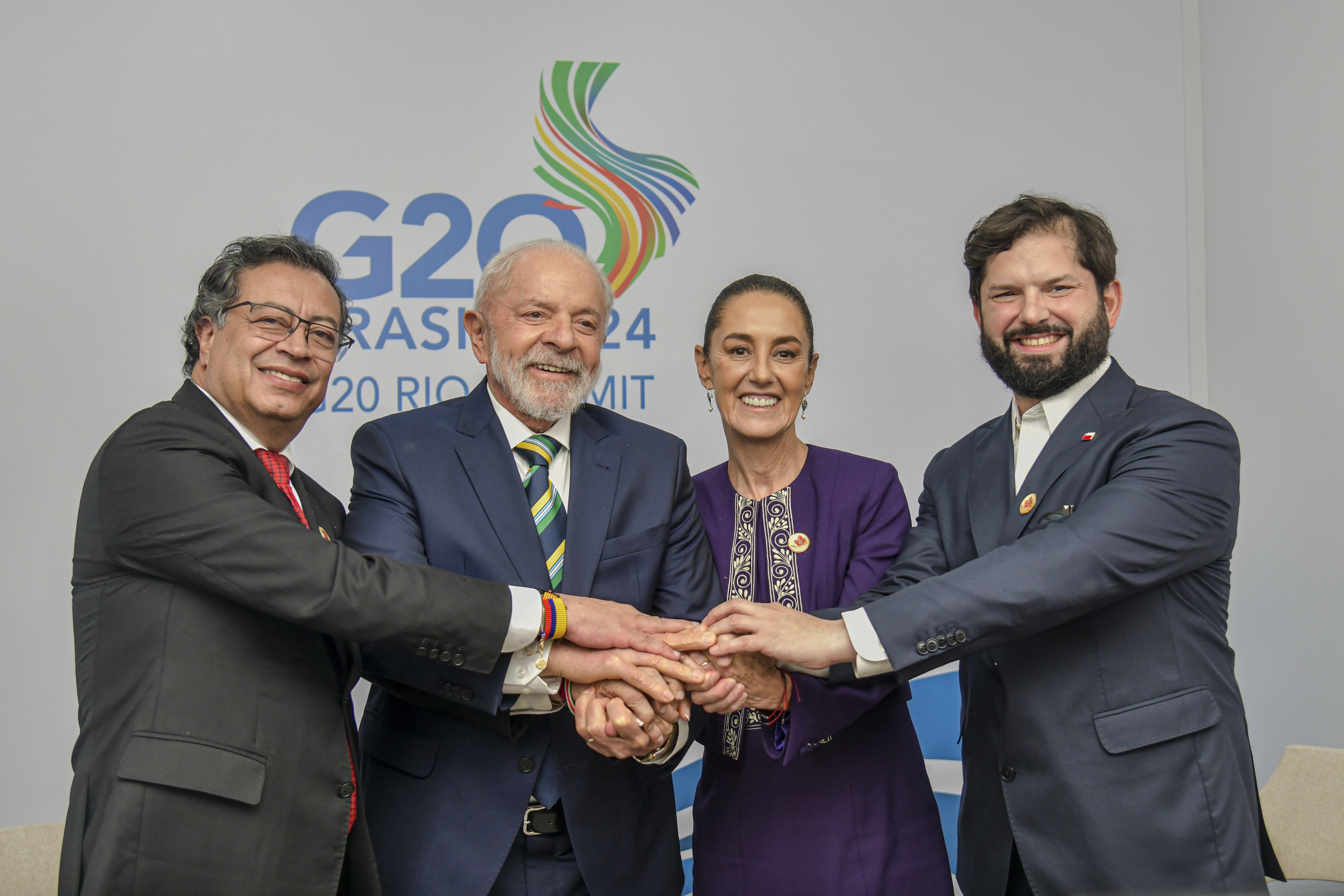
Petro beim Treffen der Staatschefs von Kolumbien, Brasilien, Mexiko und Chile in Rio de Janeiro, am 18. November 2024

Gustavo Francisco Petro Urrego (* 19. April 1960 in Ciénaga de Oro, Departamento de Córdoba) ist ein kolumbianischer Volkswirt, Politiker und ehemaliges Mitglied der Guerilla-Gruppe „Movimiento 19 de Abril“. Im Juni 2022 wurde er zum ersten linken Präsidenten Kolumbiens gewählt und am 7. August 2022 vereidigt. Nach der Demilitarisierung wurde er 1991 Abgeordneter im Unterhaus des Kongresses und 2006 Senator. Von 2012 bis 2015 war er Bürgermeister von Bogotá.

## Ausbildung
Gustavo Petros Eltern waren Bauern. Die Schule besuchte er in Zipaquirá. Nach dem Schulabschluss studierte Gustavo Petro an der privaten Universidad Externado de Colombia in Bogotá Volkswirtschaft und Öffentliche Verwaltung, mit einer Spezialisierung in Verwaltung von der „Escuela Superior de Administración Pública“ (ESAP). Danach ging er 1994 nach Belgien und arbeitete dort als Botschaftssekretär in der Gesandtschaft Kolumbiens für die Benelux-Staaten wie die EU. Gleichzeitig begann er ein Spezialstudium „Bevölkerungsentwicklung und Umwelt“ an der Katholischen Universität Löwen. Nach seiner Rückkehr 1996 nach Kolumbien begann er das Doktoratsprogramm „Neue Trends in der Betriebswirtschaft“ der Universität Salamanca (Spanien). Dieses Programm beendete er nicht. Dies sorgte nach Beginn seiner politischen Karriere 2016 für Kritik in der Zeitung El Espectador, die ihm vorwarf bei seiner Biographie zu übertreiben, er wurde in Profilen demnach teilweise als Doktor bezeichnet. Petro wies die geäußerte Kritik in seiner Antwort als zu scharf zurück. Richtig sei jedoch, dass er das Programm an der Universität Salamanca lediglich begonnen hatte, das Diplom und die postgraduale Spezialisierung hatte er hingegen abgeschlossen.

## Politische Laufbahn

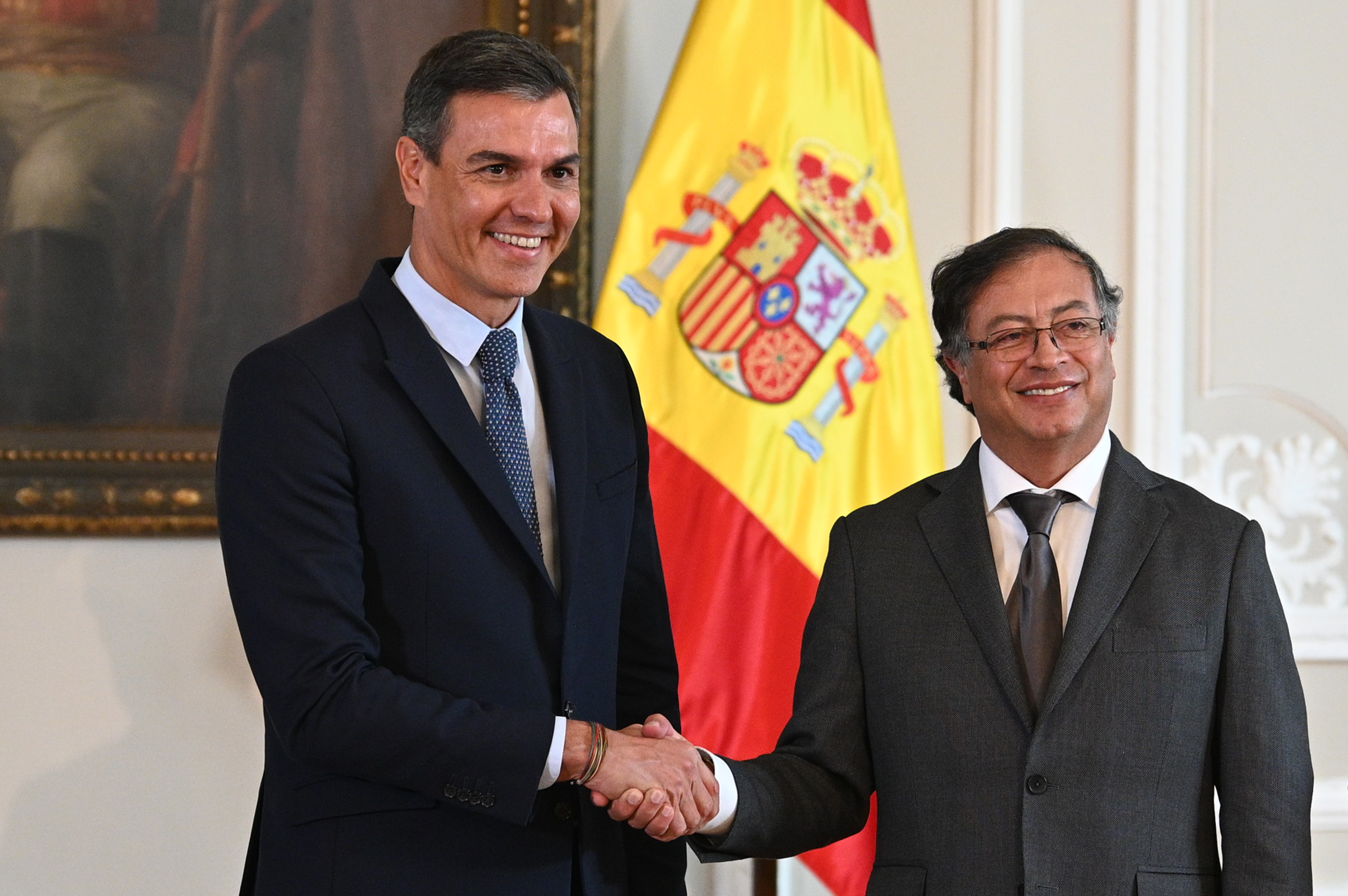
Petro mit spanischem Premierminister Pedro Sánchez, 2022

In der Jugendzeit schloss er sich mit 17 Jahren dem „M-19“ an, einer Stadtguerilla-Bewegung, die von Akademikern und Intellektuellen aus verschiedenen linken Strömungen gegründet wurde. Sie wurde bekannt für eine Geiselnahme im Justizpalast von Bogotá im Jahr 1985 und den Diebstahl des Schwertes des Unabhängigkeitskämpfers Simón Bolívar. Während dieser Zeit wurde Petro von der Armee gefoltert und wegen illegalen Waffenbesitzes zwei Jahre lang inhaftiert. Danach ging Petro in den Untergrund. Sein Deckname war „Aureliano“, nach Oberst Aureliano Buendía, einer Figur aus dem Roman Hundert Jahre Einsamkeit des kolumbianischen Schriftstellers Gabriel García Márquez. Anfang 1990 demilitarisierte sich die Guerillagruppe und Petro trat schließlich dem Polo Democrático Alternativo (PDA) bei.
In den Jahren 1991 und 1995 wurde er als Abgeordneter ins Unterhaus des Kongresses gewählt. 2006 kam er in den Senat. Dort spezialisierte er sich auf das Aufdecken von Verbindungen zwischen dem damaligen Präsidenten Álvaro Uribe und den Paramilitärs und deren Verbrechen an der Landbevölkerung, dabei erhielt er sogar Unterstützung von einigen Militärangehörigen. Einige Kongressmitglieder wurden zu Gefängnisstrafen verurteilt.
Im Wahlkampf um den Posten des Bürgermeisters von Bogotá trennte er sich von der PDA und löste Samuel Moreno Rojas ab, der schon im März 2011 wegen schlechter Amtsführung und Korruption zurücktreten musste. Am 30. Oktober 2011 wählten ihn die Bürger mit 32 Prozent zum Oberbürgermeister von Bogotá. Er hatte das Amt vom 1. Januar 2012 bis 6. Juni 2015 inne.

### Präsidentschaftswahl 2018
2017 startete er eine Kampagne zu den Präsidentschaftswahlen in Kolumbien 2018 für das Movimiento Progresista, deren politischer Führer er seit 2001 ist. Er schaffte es als erster Kandidat der Linken in die Stichwahl am 17. Juni 2018 gegen Iván Duque, erhielt aber keine Mehrheit.

### Präsidentschaftswahl 2022
Im Jahr 2021 kündigte Petro erneut seine Kandidatur für die Präsidentschaftswahlen an. Den Schwerpunkt des Wahlkampfs bildeten soziale, ökologische und menschenrechtspolitische Themen. Er kündigte für seine Präsidentschaftswahl unter anderem an, das auf Öl und Kohle basierende Wirtschaftssystem zu ändern, dazu sollen keine weiteren Lizenzen zur Ölerkundung vergeben werden. Außerdem soll es eine Beschäftigungsgarantie im öffentlichen Sektor geben. Neben der Förderung erneuerbarer Energien strebt er höhere Steuern für Vermögende und ein Notprogramm gegen Hunger an, zudem erklärte er es zum Ziel, den Friedensprozess voranzutreiben. Als ein wichtiger Grund für die Beliebtheit des Oppositionspolitikers Petro wurde die steigende Armut im Land angesehen. Von der Seite der Unternehmen wurde hingegen teilweise vor Petros Wirtschaftskurs gewarnt, mehrere Militärs lehnten eine Wahl Petros ab. Wichtig für die Wahl waren nach Einschätzung einer Analystin der International Crisis Group für die Wähler grundlegende ökonomische Themen wie Bildung, öffentliche Dienstleistungen und Ungleichheit. Laut Umfragen neigten vor allem jüngere Wähler zu Petro. Als ein weiteres wichtiges Wahlthema wurde die Gewalt im Land gesehen, Petro selbst musste seinen Wahlkampf wegen Morddrohungen unterbrechen. Seine Vizepräsidentschafts-Kandidatin war die Menschenrechts- und Umweltaktivistin Francia Márquez, eine Afrokolumbianerin.
Aus der Parlamentswahl im März 2022 ging das von Petro angeführte linke Wahlbündnis Pacto Histórico als Sieger der Senatswahl hervor. Es konnte sein Ergebnis verdreifachen.
Bei der ersten Runde der Präsidentschaftswahl am 29. Mai 2022 gewann Gustavo Petro mit 40,34 % und musste damit in die Stichwahl gegen den Zweitplatzierten Rodolfo Hernández, der 28,17 % der Stimmen erhielt.
In der Stichwahl am 19. Juni 2022, bei der die Wahlbeteiligung mit knapp 58 % höher als beim ersten Wahlgang war, erhielt er nach Auszählung von mehr als 99 % der Stimmen 50,47 % und wurde zum Präsidenten Kolumbiens gewählt. Es war ein historischer Sieg: Mit insgesamt 11,2 Millionen Stimmen war es die höchste Stimmenzahl, die jemals in der Geschichte der Präsidentschaftswahlen für einen Kandidaten abgegeben wurde. Er gilt als erster Präsident Kolumbiens mit einer linksgerichteten politischen Agenda. Seine Vizepräsidentin Francia Márquez wurde zur ersten Afrokolumbianerin an der Spitze des Landes.

### Präsidentschaft
Petro trat sein Amt am 7. August 2022 an und bildete sein Kabinett.
Wie die meisten lateinamerikanischen Regierungen verurteilte auch die Petro-Regierung den Einmarsch Russlands in die Ukraine in der UN-Vollversammlung, sie gingen aber nicht auf die Forderungen Joe Bidens nach Waffenhilfe für Kiew ein und ignorierten dessen Angebot, die gelieferten russischen Waffen durch moderne US-Waffen zu ersetzen. Die kategorischste Ablehnung kam in dieser Hinsicht außer von Petros Regierung von Fernández in Argentinien und Lula in Brasilien.
Im Sommer 2023 schloss Petro mit dem Kommandanten der zweitgrößten Rebellenorganisation (ELN) einen Waffenstillstand für zunächst 180 Tage. Außerdem gab Petro bekannt, dass der Krieg gegen den Drogenhandel in Kolumbien gescheitert sei; seit der damalige US-Präsident Richard Nixon Anfang der 1970er Jahre Rauschgift zum „öffentlichen Feind Nummer eins“ erklärt hatte, zerschlugen sich alle Versuche („War on Drugs“), den Drogenhandel militärisch zu unterbinden. Der Kampf gegen den Cocaanbau in Kolumbien sollte nicht länger als „militärisches Problem“ gesehen werden, sondern als gesundheitspolitisches. Die Nachfrage nach Drogen solle mit „öffentlicher Bildung“ bekämpft werden.
Nach Korruptionsvorwürfen gegen Personen aus dem nahen Umfeld Petros erlitt seine Partei deutliche Verluste bei Kommunalwahlen im Oktober 2023. Petro forderte den Generalstaatsanwalt auf, „alle notwendigen Ermittlungen“ gegen seine beiden Familienmitglieder einzuleiten. Die lateinamerikanische Puebla-Gruppe warnte vor dem Einsatz von Lawfare, vor Bemühungen „reaktionärer Kräfte“ zur Amtsenthebung des Präsidenten Petro.
Im Mai 2024 ließ Petro aus Kritik an Israels Kriegsführung im Gazastreifen die diplomatischen Beziehungen zu Israel aussetzen. Petro warf der israelischen Regierung von Benjamin Netanjahu vor, in dem Krieg völkermörderisch zu agieren, und verglich die israelische Kriegsführung mit den Verbrechen des Dritten Reichs. Petro schrieb, die israelische Regierung werde eines Tages „uns um Verzeihung bitten für das, was ihre Männer in unserem Land getan haben, indem sie einen Völkermord ausgelöst haben“. Er bezog sich dabei direkt auf Yair Klein, der in Abwesenheit zu zehn Jahren Haft in einem kolumbianischen Gefängnis verurteilt wurde, aber in Israel in Sicherheit war. Petro äußerte auch Unterstützung für Südafrikas Klage gegen Israel vor dem Internationalen Gerichtshof. Südafrika warf Israel im Gazakrieg begangene Verstöße gegen die Völkermordkonvention vor. Petro suspendiert sämtliche Kohleexporte nach Israel, nachdem wenige Wochen nach Beginn des Kriegs in Gaza die größte kolumbianische Bergarbeitergewerkschaft Sintracarbón auf einen Solidaritätsaufruf der palästinensischen Gewerkschaftsbewegung eine Erklärung herausgegeben hatte, in der sie die Einstellung der kolumbianischen Kohleexporte nach Israel forderte. Kolumbien war bis dahin Israels größter Kohleexporteur. Petros Entschluss erfolgte nach dem länderübergreifenden globalen Aktionstag gegen Glencore wegen Menschenrechtsverletzungen am 28. Mai 2024, an dem palästinensische Organisationen direkt an den Präsidenten Kolumbiens schrieben und ihn aufforderten, den Kohleexport einzustellen. Präsident Petro wurde 2024 mit dem höchsten Verdienstordens des Staates Palästina, der „Großen Collane des Staates Palästina“, für seine Haltung im Nahostkonflikt und für seine Unterstützung des palästinensischen Volkes in seinem Kampf und seiner Suche nach Frieden ausgezeichnet.
Im Jahr 2025 geriet Petro wegen seiner Pläne zur Reform der Arbeitsgesetze in Konflikt mit dem Senat. Im März blockierte das Parlament die Pläne des Präsidenten, woraufhin dieser ein Referendum über die Senkung der Wochenarbeitszeit auf 40 Stunden und höhere Löhne für Sonn- und Feiertagsarbeit ankündigte. Der Senat verhinderte auch diese Pläne, billigte aber am 14. März die Wiederaufnahme des ursprünglichen Gesetzgebungsverfahrens. Petro rief daraufhin zu Streiks auf und kündigte ein erneutes, umfangreicheres Referendum an. Im Juli 2025 wurde die Reform vom Senat angenommen. Sie sieht u. a. die Verkürzung der Wochenarbeitszeit, bessere Zuschläge für Nachtarbeit sowie Umweltschutzaspekte vor.